# Ceyloni nektármadár
A ceyloni nektármadár (Leptocoma zeylonica) a madarak osztályának a verébalakúak (Passeriformes) rendjébe, ezen belül a nektármadárfélék (Nectariniidae) családjába tartozó nem.

## Rendszerezése
A fajt Carl von Linné svéd természettudós írta le 1766-ban, a Certhia nembe Certhia zeylonica néven. Sorolták a Nectarinia nembe Nectarinia zeylonica néven is.

## Alfajai
- Leptocoma zeylonica flaviventris (Hermann, 1804)
- Leptocoma zeylonica zeylonica (Linnaeus, 1766)[2]

## Előfordulása
Banglades, India, Mianmar és Srí Lanka területén honos. Természetes élőhelyei a szubtrópusi és trópusi síkvidéki esőerdők, száraz erdők, szavannák és bokrosok, valamint művelt területek.

## Megjelenése
Átlagos testhossza 10 centiméter, testtömege 7-11 gramm.
|  |  |

## Életmódja
Nektárral és gyümölcsökkel táplálkozik, de főleg a fiatalok etetésekor sok rovart is fogyaszt.

## Szaporodása
|  |

## Természetvédelmi helyzete
Az elterjedési területe rendkívül nagy, egyedszám pedig stabil. A Természetvédelmi Világszövetség Vörös listáján nem fenyegetett fajként szerepel.